# Trio de corda, Op. 3 (Beethoven)
El Trio de corda en mi bemoll major, Op. 3 és una composició per Ludwig van Beethoven. És el seu primer per trio de corda (per a violí, viola i violoncel). Se'l numera com a Trio de corda núm. 1 de Beethoven.
És un divertimento amb sis moviments, que inclou dos minuets. Podria haver fet un esborrany mentre Beethoven encara vivia a Bonn. Fou publicat el 1797 per Artaria a Viena, i dedicat a la Comtessa de Browne, dona del seu patró el Compte Johann Georg von Browne.

## Estructura
Els sis moviments són:
1. Allegro contra brio
2. Andante
3. Menuetto: Allegretto
4. Adagio
5. Menuetto: Moderato
6. Finale: Allegro

Una interpretació del trio sol durar uns 40 minuts.

## Transcripcions
Hi ha diverses transcripcions del mateix Beethoven:
- Trio per a piano, Hess 47
- Sonata per a violoncel, Op. 64

### Trio per a piano, Hess 47
Abans de 1800, Beethoven va arranjar el primer moviment (Allegro con brio) d'aquest trio per a piano, violí i violoncel (Hess 47). S'ha especulat que el compositor podria haver volgut fer una transcripció del trio sencer. Però deuria perdre l'interès.

### Sonata per a violoncel, Op. 64
El trio també va ser arranjat per a violoncel i piano (Op. 64): fou publicada el 1807 per Artaria. Sembla que l'arranjament no és de Beethoven. Keith Anderson assenyala que en el títol de l'edició d'Artaria apareix el seu nom sense explicitar que el va fer.